# Algama
Az Algama (oroszul: Алгама, vagy Algoma) folyó Oroszország ázsiai részén, nagyrészt Jakutföldön, alsó folyásán a Habarovszki határterülettel közös határon. A Gonam jobb oldali mellékfolyója.
Neve az evenki alga (алга) szóból származik, jelentése 'áldás'.

## Földrajz
Hossza: kb. 426 km, vízgyűjtő területe: 21 500  km², évi közepes vízhozama a torkolatnál: 320 m³/s. A Léna folyórendszeréhez tartozó Gonam legnagyobb vízgyűjtő területtel rendelkező és leghosszabb mellékfolyója.
A Sztanovoj-hegylánc északi lejtőjén, Dél-Jakutföldön, az Amuri terület határa közelében ered, kb. 1200 m magasságban (tszf). Az Aldan-felföldön folyik nagyjából északkeleti irányba és dél felől ömlik a Gonamba, alig 3,5 km-re annak torkolatától. Felső és középső folyásán völgye keskeny, alsó folyásán medre több helyen ágakra bomlik.
Október végén befagy, felső folyásán néha fenékig, május végére szabadul fel a jég alól. A tavaszi árvizen kívül a nyári esők idején is megárad, télen viszont kevés a csapadék.
Alsó szakaszán, 47 km-re a torkolattól ömlik be leghosszabb mellékfolyója, az Igyum (317 km), mely részben a Habarovszki határterület és Jakutföld határán folyik. 
A folyó mentén vasútvonal és országút épült a Bajkál–Amur-vasútvonal Ulak nevű elágazásától Elgi faluig. A falu közelében található elgi szénlelőhely Oroszország egyik legnagyobb kokszosítható szénvagyonát rejti, kitermelését megkezdték.